# Erica mackaiana
El brezo de Mackay o brezo maura (Erica mackaiana) es un arbusto de aproximadamente 90 cm. de altura, del género Erica, que habita ciénagas y brezales húmedos rocosos de áreas templadas oceánicas al noroeste de España e Irlanda.
Tiene una coloración más brillante, un follaje distintivo y crece de manera diferente a los brezos típicos. Ocupa un rango de hábitat algo más estrecho que la Erica tetralix, evitando los sitios más húmedos. Las plantas irlandesas de E. mackaiana no dan semillas, la fertilidad de su polen varía, pero producen suficiente polen fértil para hibridarse libremente con E. tetralix para dar el híbrido estéril Erica x stuartii.